# Apanteles maro
Apanteles maro är en stekelart som beskrevs av Nixon 1967. Apanteles maro ingår i släktet Apanteles och familjen bracksteklar. Inga underarter finns listade i Catalogue of Life.